# رایان بروکفیلد
رایان بروکفیلد (انگلیسی: Ryan Brookfield؛ زادهٔ ۱۰ مهٔ ۱۹۸۷) بازیکن فوتبال اهل بریتانیا است.
از باشگاه‌هایی که در آن بازی کرده‌است می‌توان به باشگاه فوتبال کولوین بای اشاره کرد.